# Menhire von Kernars

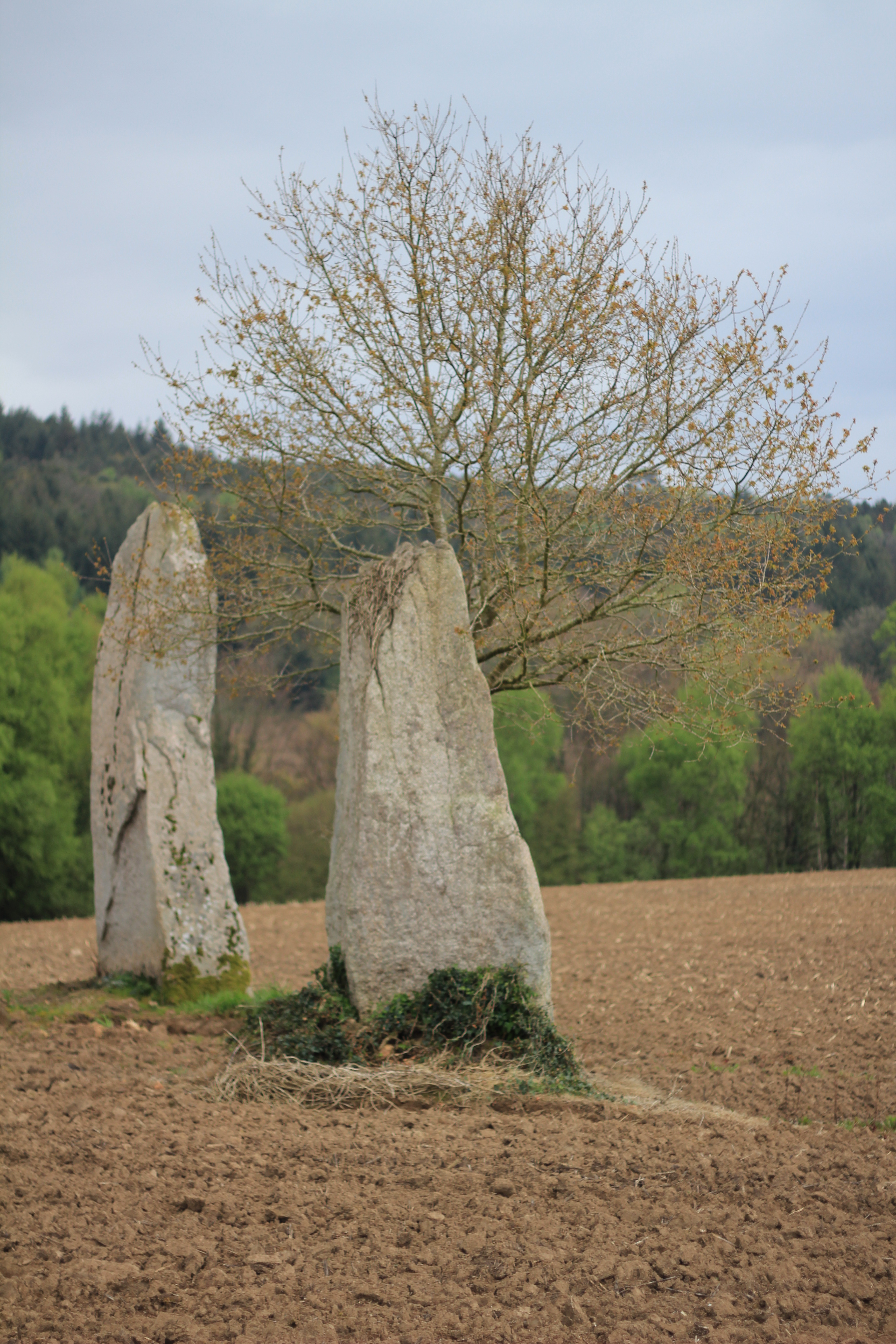
Menhire von Kernars

Die Menhire von Kernars sind zwei Menhire aus Granit, etwa 150 m westlich des Weilers Kernars in der Gemeinde Saint-Barthélemy im Département Morbihan in der Bretagne in Frankreich.
Sie stehen etwa 6,0 m voneinander entfernt auf einer Schwemmlandterrasse auf einem Feld und wurden 1932 als Monument historique eingestuft. Der größere ist etwa 4,2 m hoch, maximal 2,9 m breit und an der Basis 0,75 m dick. Der zweite Menhir hat einen dreieckigen Querschnitt und ist etwa 3,2 m hoch, maximal 2,3 m breit und 0,70 m dick. Die Menhire sind Nordwest-Südost-orientiert, jedoch gegeneinander leicht versetzt.